# Мандора (фрукт)

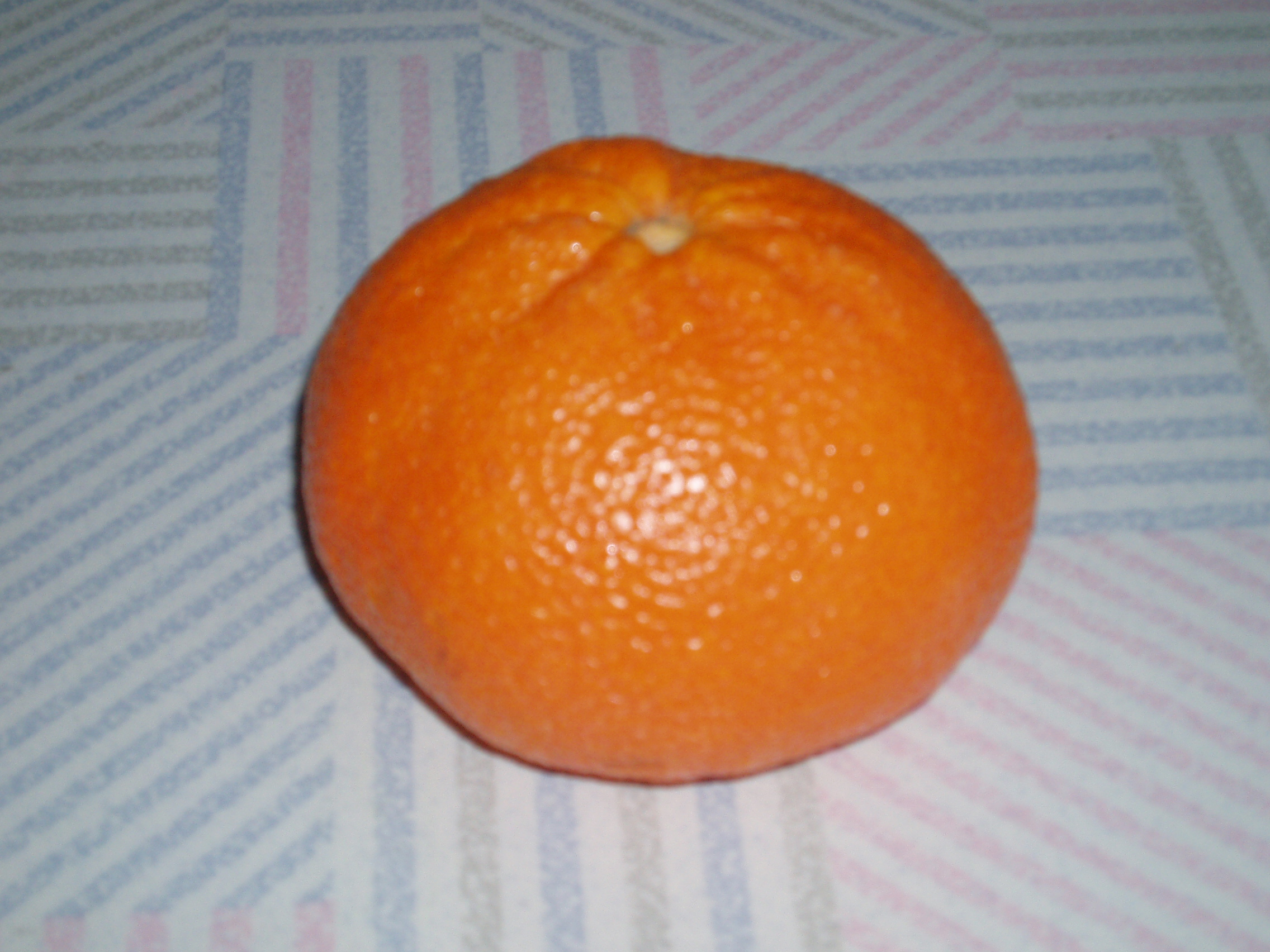
Мандора

Мандора — гибрид мандарина и апельсина, выращенный на Кипре.
Мандору легко спутать с клементином, но кожица мандоры более жесткая, а плод содержит семена. По сравнению с клементином вкус более кислый, а чистится фрукт сложнее.
Внешний вид плода очень похож на апельсин, грубый снаружи и сочный внутри.
Сезон мандоры идёт с января до апреля.